# NOS Zomerochtend
NOS Zomerochtend was een dagelijks nieuws- en sportmagazine, dat van 12 juni t/m 14 juli 2014 iedere ochtend tijdens het Wereldkampioenschap voetbal 2014 werd uitgezonden. De presentatie was in handen van een NOS Journaal-presentator: Astrid Kersseboom, Dionne Stax, Rik van de Westelaken, Simone Weimans of Herman van der Zandt, en een presentator van NOS Studio Sport: Sjoerd van Ramshorst of Rivkah op het Veld. Het programma werd op werkdagen van 7.00 tot 9.00 uur uitgezonden en in het weekend van 8.00 tot 10.00 uur. 

## Rubrieken
- Nieuwsoverzicht
- Gasten in de studio
- Samenvattingen van de wedstrijden
- Verslagen van nieuwsverslaggevers in Brazilië: Marc Bessems en Jeroen Wollaars
- Verslagen van sportverslaggevers in Brazilië: Joep Schreuder, Bert Maalderink, Erik van Dijk en Ayolt Kloosterboer
- Zomercolumn